# Bieluń dziędzierzawa

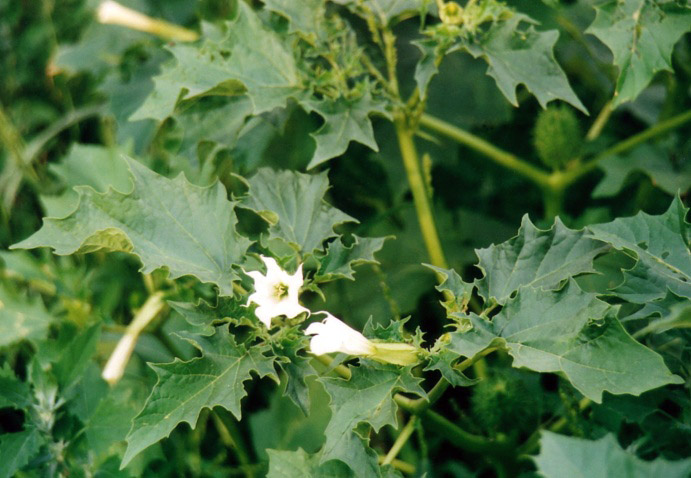
Liście i kwiaty

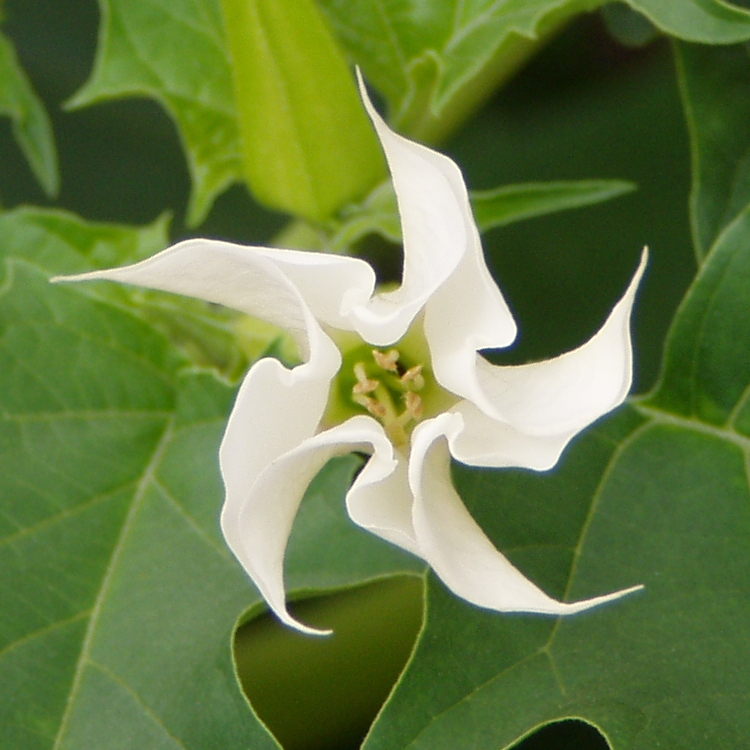
Kwiat

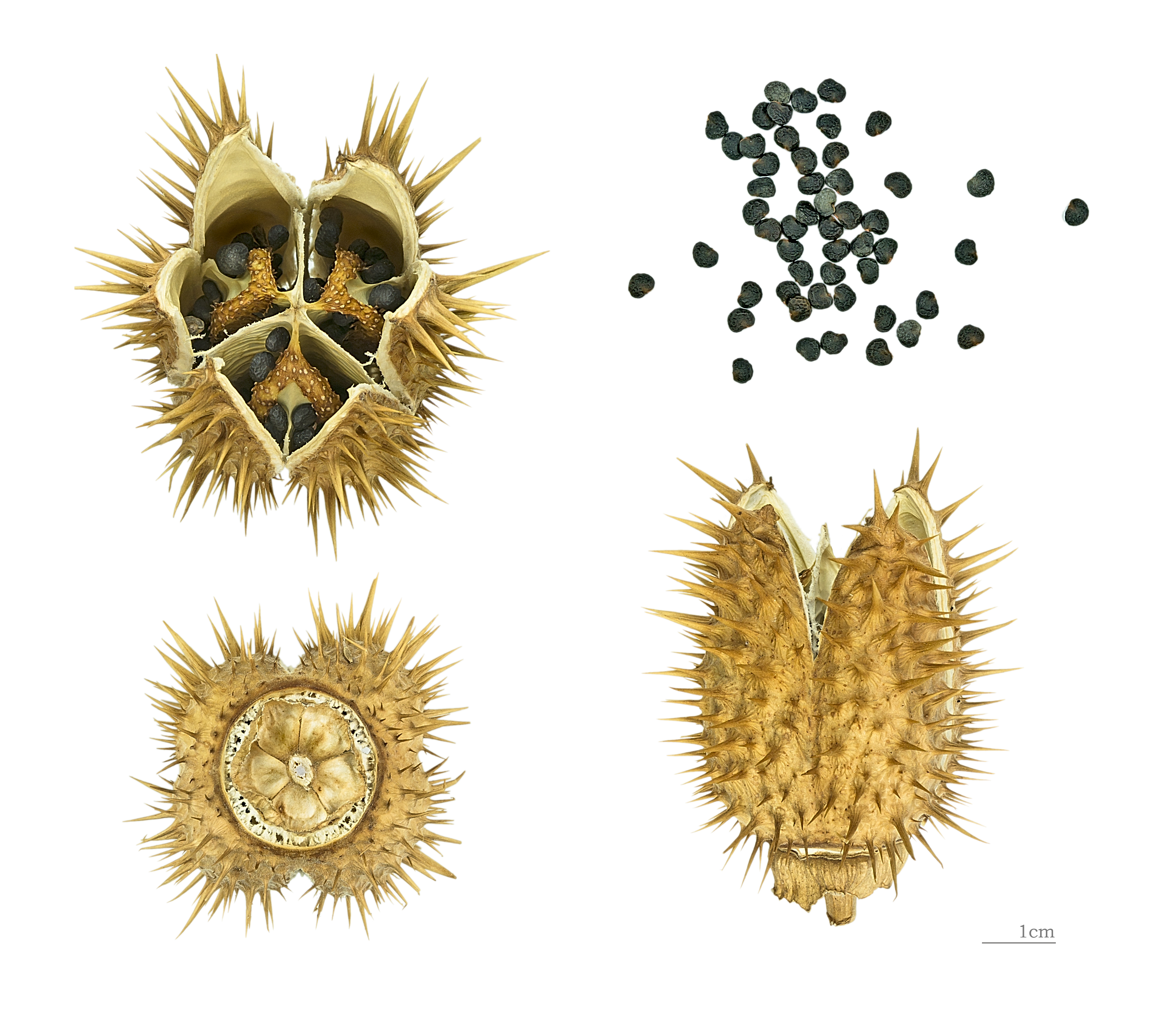
Owoc i nasiona

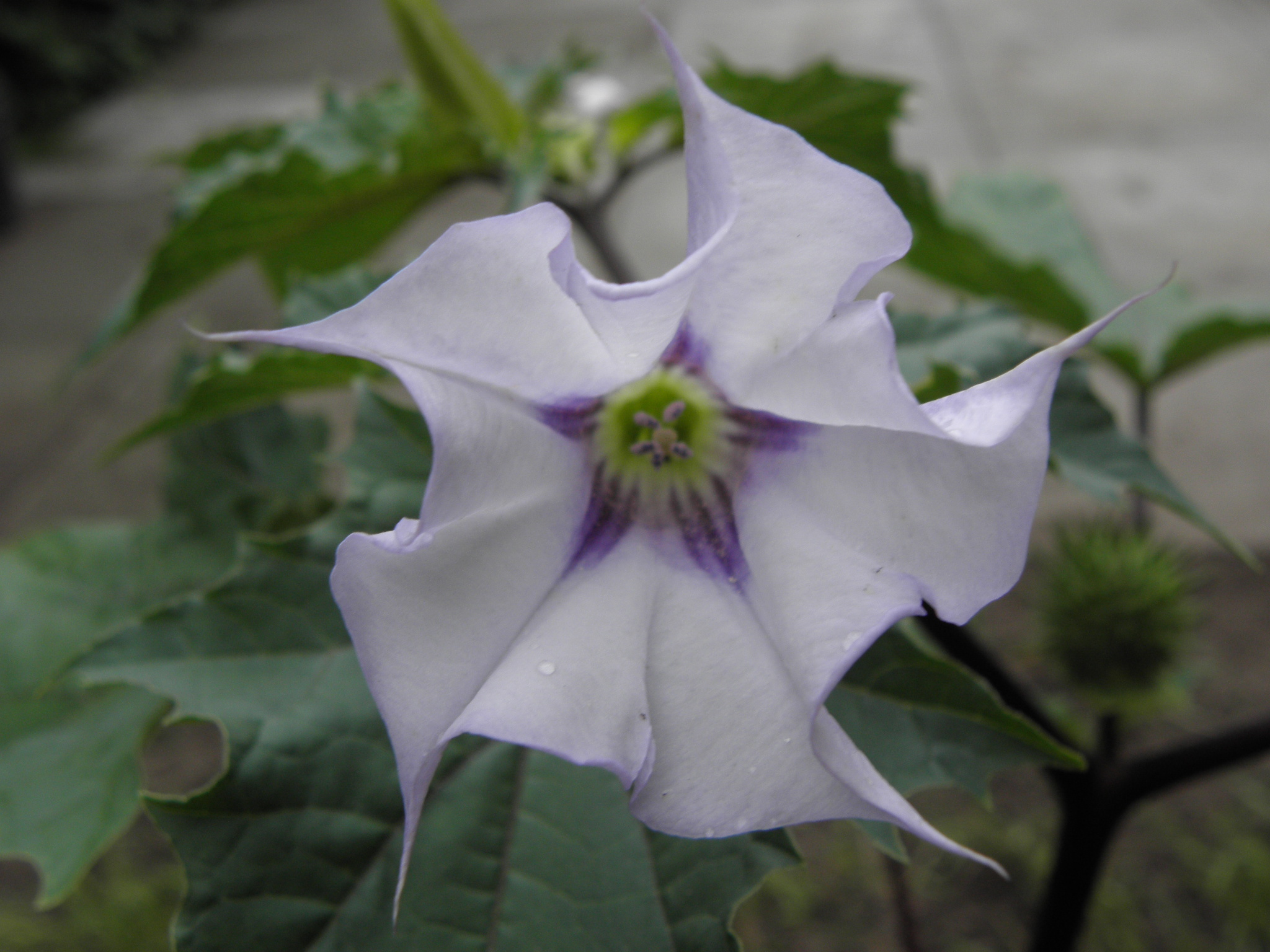
Datura stramonium var. tatula

Bieluń dziędzierzawa (Datura stramonium L.) – gatunek rośliny z rodziny psiankowatych (Solanaceae Adans.). Według różnych źródeł pochodzi on z Meksyku, tropikalnych rejonów Ameryki, Indii, Azji Mniejszej lub Europy Południowej. Obecnie występuje na całym świecie poza Azją kontynentalną, Europą Wschodnią i północną Skandynawią. W Polsce epekofit występujący pospolicie.

## Nazwy potoczne i ludowe
Bieluń dziędzierzawa ma w Polsce bardzo wiele nazw potocznych i ludowych: pinderynda (kieleckie), dędera (wielkopolska), denderewa (Mazowsze), ogórczak (środkowe Mazowsze), tondera, pindyrynda (Śląsk), cygańskie ziele (białostockie), świńska wesz (sandomierskie), bieluń podwórzowy, dendera, dendrak, durna rzepa. Ze względu na jego narkotyczne i trujące własności dawniej nazywano go także czarcim zielem, diabelskim zielem, trąbą anioła.

## Morfologia
PokrójRoślina zielna, dorasta przeważnie do 1 m wysokości. Wydziela silny, nieprzyjemny, zwykle określany jako przypominający mysi zapach.
ŁodygaNaga, lekko omszona, widlasto rozgałęziona.
LiścieO kształcie jajowatym, zaostrzone, zatokowo ząbkowane. Nerwy liściowe i ogonki z wierzchu miękko owłosione.
KwiatyBardzo duże, kształtu lejkowatego, wyrastające w widłach gałązek lub na szczycie, wzniesione do góry, kielich o długiej rurce zakończonej ostrymi, trójkątnymi ząbkami, korona kwiatu biała, rzadko niebiesko nabiegła u odmiany var. tatula (L.) Torr. o długości 5–10 cm, kwitnie zwykle od lipca do sierpnia, a w sprzyjających warunkach nawet do października (jeżeli jesienią nie wystąpią przymrozki).
OwocJajowatookrągława torebka wielkości orzecha włoskiego, pokryta trójkątnymi kolcami, przypominająca owoc kasztanowca o długości 2–5 cm. Pęka na cztery części, zawiera wiele (w dobrze rozwiniętych torebkach nawet ponad 800) czarnych (odmiany amerykańskie – brązowych, większych), nerkowatych nasion. Owocuje od sierpnia do przymrozków.
KorzeńSystem korzeniowy dobrze rozwinięty, złożony z grubego korzenia głównego i licznych bocznych.

## Biologia i ekologia
Roślina jednoroczna. Kwitnie od czerwca do października. Roślina ruderalna. Liczba chromosomów 2n = 48. Gatunek charakterystyczny dla Ass. Urtico-Malvetum.

## Zastosowanie
- Roślina lecznicza.
  - Surowiec zielarski: liście Folium Stramoni i nasiona Semen Stramoni zawierają 0,1–0,6% alkaloidów tropanowych: hioscyjamina, atropina, skopolamina, apoatropina oraz saponiny triterpenowe, garbniki, flawonidy i hydroksykumarynę, a także w małej ilości atropamina, skopina, beladonina, nikotyna i dwuamina putrescyna, która wraz z kadaweryną i agmatyną zaliczane są do ptomain (czyli jadów trupich).
  - Działanie: z liści i nasion wykonuje się preparaty, które ze względu na silnie trujące działanie mogą być stosowane tylko pod kontrolą lekarza. Używane są do leczenia dychawicy oskrzelowej, ostrych nieżytów oskrzeli, chorób neurologicznych oraz jako środki spazmolityczne[11]. Skopolamina działa porażająco, zarówno na obwodowe nerwy przywspółczulne, jak i na ośrodkowy układ nerwowy, powodując znaczne zaburzenia intelektu, otępienie i dezorientację[12].

## Właściwości trujące
Roślina jest silnie trującym chwastem ruderalnym (wszystkie części rośliny po spożyciu są niebezpieczne). Zatrucia przypadkowe zdarzają się niekiedy u dzieci, nierzadko u młodzieży eksperymentującej ze środkami odurzającymi. Dla kilkuletniego dziecka spożycie i zwykle rozgryzienie 5–10 nasion jest w stanie doprowadzić do śmierci. Dla dorosłego człowieka staje się niebezpieczne spożycie 15–25 nasion. Mimo silnych halucynacji efekty są nieprzyjemne z powodu znacznych skutków ubocznych. Eksperymenty z rośliną kończą się zwykle na jednej lub kilku próbach.
Głównymi substancjami, które mają znaczenie w przebiegu zatrucia są: L-hioscyjamina i L-skopolamina oraz w mniejszym stopniu atropina. Alkaloidy bielunia działają pobudzająco na ośrodkowy układ nerwowy oraz porażająco (parasympatykolitycznie) na obwodowy układ przywspółczulny (parasympatyczny), czego efektem jest silne pobudzenie (działanie sympatykomimetyczne) działania układu wegetatywnego (sympatycznego).
Objawy zatrucia:
- omamy wzrokowe i słuchowe,
- sucha i czerwona skóra,
- suche i intensywnie czerwone błony śluzowe,
- duża suchość gardła i jamy ustnej oraz trudności w połykaniu, przejściowa utrata mowy,
- pragnienie z równoczesnym lękiem przed przyjmowaniem napojów z uwagi na trudność w połykaniu,
- częste parcie na mocz z trudnością jego oddawania,
- dezorientacja z nierozpoznawaniem otoczenia,
- początkowo tachykardia, później bradykardia,
- przyśpieszenie oddechu,
- rozszerzenie źrenic i zaburzenia widzenia z jego całkowicie przejściową utratą,
- napady ogromnej wściekłości i szału, w dalszym etapie duże uspokojenie
- niekiedy drgawki kloniczne,
- wzrost temperatury ciała do 41 stopni,
- narkotyczny sen, podczas którego może nastąpić zgon wskutek porażenia ośrodka oddechowego w rdzeniu przedłużonym.

Stosuje się hospitalizację, płukanie żołądka i terapię objawową.

## Historia używania
Według M. Motyki i J.T. Marcinkowskiego, wskazujących na pochodzenie D. stramonium z Azji Mniejszej bądź Europy Południowej, roślina ta znana była w czasach antycznych jako wykazująca właściwości halucynogenne, uśmierzające ból i nasenne. Medyczne jej zastosowania opisywali m.in. Teofrast z Eresos, Pedanios Dioskurydes, Aulus Cornelius Celsus i Pliniusz Starszy. Attalos III hodował ją w swoich ogrodach w celu wytwarzania trucizn. Halucynogennymi oparami bielunia inspirowała się wieszczka Pytia. Datury używano do zatruwania strzał i włóczni. W 36 r. p.n.e. zatruła się nią rzymska armia walcząca ze Spartą (w XVII wieku podobnie było z hiszpańskimi kolonizatorami w Jamestown Island, którym zatruto żywność). Średniowieczne czarownice sporządzały z niego odurzające napoje, nazywane często maściami do latania, a także afrodyzjaki. Włoski lekarz Ugo Borgognoni (1180-1252) używał bielunia jako środka anestetycznego. Rośliny używali buddyści z Chin oraz indyjscy wyznawcy boga Śiwa. Wyznawcy Kali odurzali nią ludzi składanych temu bóstwu w ofierze. W ajuwerdzie bieluń uważany jest za remedium na wszelkie dolegliwości. Na terenie Nigerii wchodzi w skład maści na ukąszenia insektów. Kobiety w Pakistanie wywarem z liści rośliny starają się zapobiegać zwiotczeniu piersi. W Turcji jest lekiem na hemoroidy, problemy żołądkowo-jelitowe, trądzik, egzemy i zapalenie oskrzeli. Tamtejsze kobiety jego nasionami miały niegdyś odurzać mężów, gdy miały zamiar ich zdradzić z innymi mężczyznami. Indianie meksykańscy łagodzili bieluniem bóle porodowe, a Marokańczycy leczyli nim astmę.
Po średniowiecznej Europie mieli roznieść bieluń Cyganie, którzy używali jego nasion do różnych „czarnoksięskich” obrzędów. Leczono nim melancholię, manie, epilepsję i konwulsje, ale także był najpopularniejszym środkiem skrytobójczym. Z czasem zdarzały się coraz częstsze przypadki ciężkich zatruć bieluniem u dzieci: w XVIII i XIX w. w niektórych regionach (np. na Śląsku) rósł on nie tylko sporadycznie na nieużytkach, ale był sadzony w parkach i przydomowych ogródkach. W „Amtsblattcie” (Dzienniku Urzędowym) pruskiej Rejencji opolskiej w 1823 r. ogłoszono ostrzeżenie przed szkodliwymi właściwościami niektórych roślin, w tym bielunia z uwagą, że jeśli takie rośliny znajdowałyby się w ogrodach publicznych, miały być tam umieszczone tablice ostrzegawcze.
Z bielunia wyseparowano skopolaminę. Nasiona były też często zażywane przez hipisów. Współcześnie w Japonii datura używana jest w terapii kardiomiopatii i choroby Parkinsona. Roślina ma potwierdzone działanie przeciwnowotworowe, łagodzi dolegliwości choroby lokomocyjnej.
W 2008 polskie Krajowe Biuro ds. Przeciwdziałania Narkomanii potwierdziło, że nasiona rośliny są zażywane przez młodzież jako substancja odurzająca. W raporcie polskiej Komendy Głównej Policji z 2011 bieluń określono jako jedną z najpopularniejszych roślin odurzających preferowanych przez młodzież w kraju.